# Ocna de Fier

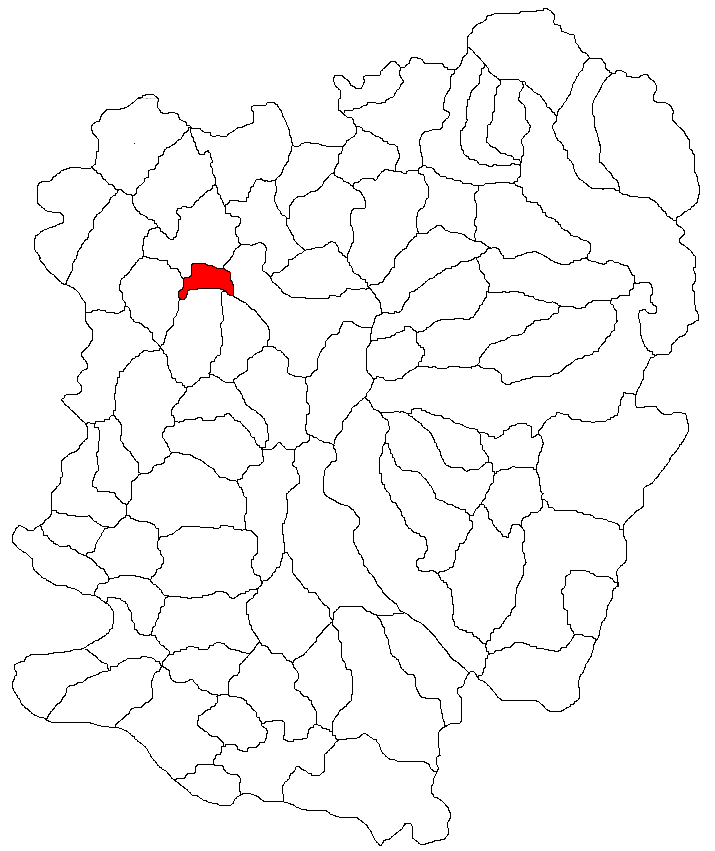
Lage von Ocna de Fier im Kreis Caraș-Severin

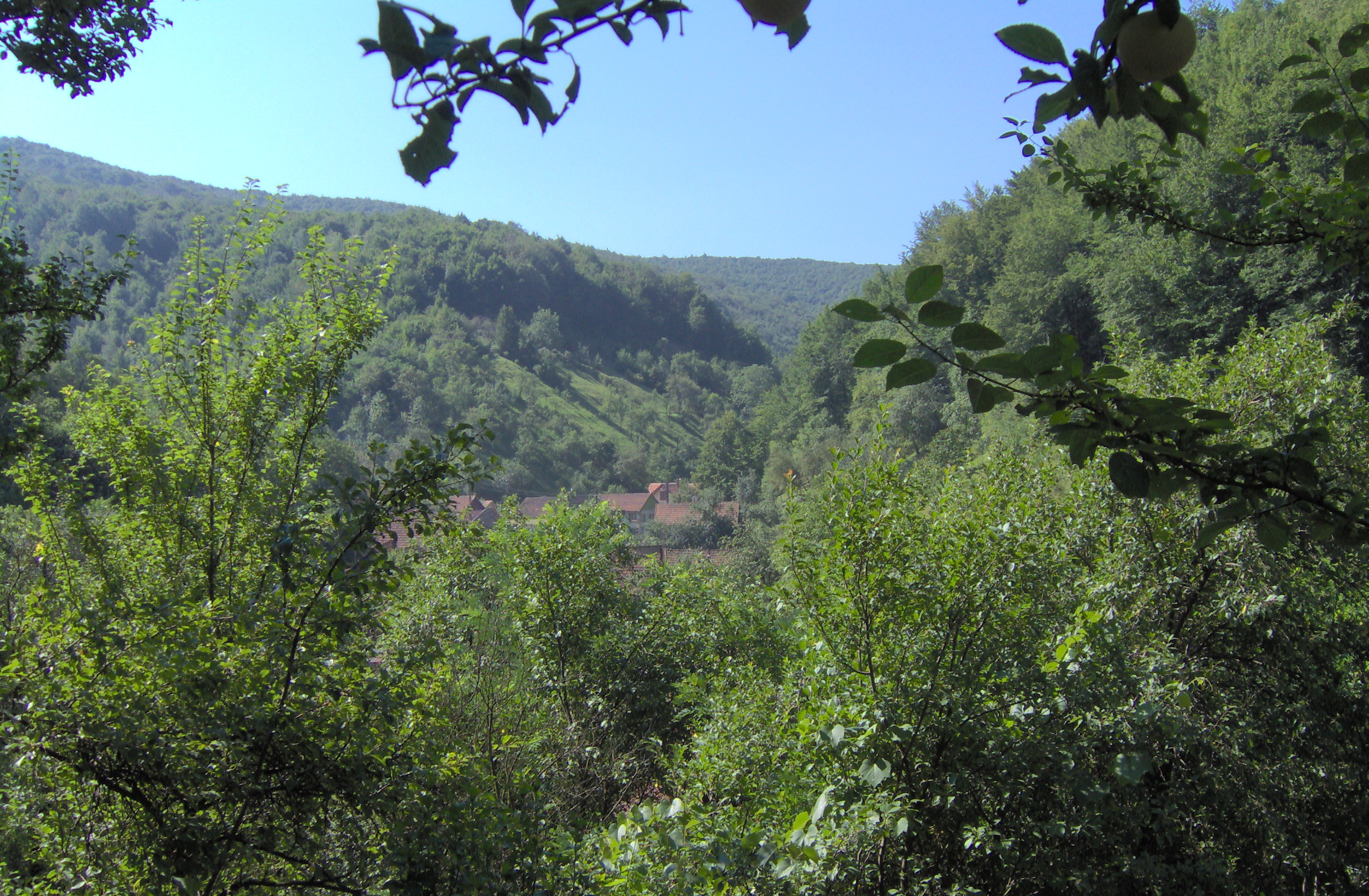
Ansicht von Ocna de Fier

Ocna de Fier (deutsch Eisenstein, ungarisch Vaskö) ist eine Gemeinde im Kreis Caraș-Severin in der Region Banat in Rumänien.

## Nachbarorte
| Berzovia | Bocșa                                       | Ezeriș |
| Fizeș    | Kompassrose, die auf Nachbargemeinden zeigt | Moniom |
| Doclin   | Dognecea                                    | Reșița |

## Geografische Lage
Ocna de Fier liegt im Dognecea-Gebirge im Banater Bergland an der Kreisstraße DJ 586 Bocșa–Dognecea, 25 Kilometer von der Kreishauptstadt Reșița und 100 Kilometer von der Großstadt Timișoara entfernt.

## Geschichte
Die ältesten bergbaulichen Nachweise stammen aus der Bronzezeit vor etwa 4000 Jahren, als man hier natürliches Kupfer im Tagebau gewann. Nach der Eroberung des Gebietes durch die Römer um das Jahr 106 wurde der Bergbau auch untertage vorangetrieben. Nördlich von Ocna de Fier, am Goldhügel („Cracul cu aur“) sind heute noch alte römische Einrichtungen zur Goldgewinnung zu erkennen. Der mittelalterliche Goldbergbau wurde zuletzt in einer Urkunde aus dem Jahr 1552 erwähnt. Während der osmanischen Herrschaft (1554–1718) war das Interesse an Bodenschätzen gering und das Gebiet nur dünn besiedelt. Erst während der Zeit der Habsburgermonarchie nach 1718 wurde über die Entdeckung reicher Eisenerzlagerstätten im Morawitzatal berichtet. Aufgrund des stark steigenden Bedarfes an Arbeitskraft wurde 1760 die Bergbausiedlung „Morawitzadorf“ gegründet und hauptsächlich mit walachischen Flüchtlingen, Bufänen, Waldarbeitern und Bergleuten aus der Gegend um Baia de Aramă besiedelt. Auf der Josephinischen Landkarte von 1772 ist diese Siedlung als „Pogschaner Eisenstein“ eingetragen.
Die eigentliche Ortschaft „Eisenstein“ wurde 1815 gegründet. Zugleich wurden auch deutsche Facharbeiter angesiedelt. 1855 verkaufte die Wiener Hofkammer die Eisensteiner Eisengruben mit dem Banater Montangebiet an die Österreichisch-ungarische Staatseisenbahngesellschaft (StEG). 1919 fiel das gesamte Banater Bergland an Rumänien. Damit wurde die StEG in eine rumänische Aktiengesellschaft „Uzinele de Fier și Domeniile din Reșița“ (UDR) umgewandelt.
Nach dem Österreichisch-Ungarischen Ausgleich (1867) wurde das Banat dem Königreich Ungarn innerhalb der Doppelmonarchie Österreich-Ungarn angegliedert. 
Anfang des 20. Jahrhunderts wurde das Gesetz zur Magyarisierung der Ortsnamen (Ga. 4/1898) umgesetzt. Der amtliche Ortsname war Vaskö. Die ungarischen Ortsbezeichnungen blieben bis zur Verwaltungsreform von 1923 im Königreich Rumänien gültig, als die rumänischen Ortsnamen eingeführt wurden.
Der Vertrag von Trianon am 4. Juni 1920 hatte die Dreiteilung des Banats zur Folge, wodurch Ocna de Fier an das Königreich Rumänien fiel.

## Bergbau
Als Ergebnis einer Studienreise durch das Banater Bergland schrieb Bernhard von Cotta 1864 sein Referenzwerk und benannte die hier auftretende Textur der Eruptivgesteine „Banatite“.
1874 lieferte der Bergbauingenieur „Anton Veszelyi“ (1820–1888) Eisensteiner Erzproben, in denen der Wiener Professor Gustav Tschermak 1874 das bis dahin unbekannte Mineral Ludwigit und Albrecht Schrauf das Mineral Veszelyit entdeckte.
Im Jahr 1972 entdeckte der Geologe Gruescu in der Eisengrube „Reichenstein“ mehrere kreuzförmige Quarzkristalle, neuartige Kristallisationsformen, die den Namen des Entdeckers bekamen, die „Gruescu-Koaxialzwillinge“.
Nach 1990 fand kein aktiver Bergbau mehr statt, zwischen 1992 und 1997 wurde nur noch das Material der alten Halden verwertet. Seit 2001 wurde auch diese Bergbautätigkeit endgültig eingestellt. Insgesamt wurden aus Eisensteiner Erzen über die Zeit geschätzte 11 Millionen Tonnen Eisen- und 3 Millionen Tonnen Buntmetalle gewonnen.

## Museum der ästhetischen Mineralogie des Eisens
Der Sammler Constantin Gruescu gründete in seinem Haus in Ocna de Fier eine äußerst wertvolle Mineralogiesammlung, wo besondere Minerale beobachtet werden können. Einige sind weltweit einzigartig. Das private „Museum der ästhetischen Mineralogie des Eisens“ (rumänisch Muzeul de mineralogie estetică al fierului) beherbergt verschiedene seltene Minerale (Andradit, Ludwigit) und Gesteine (Dognácskait, Warthait).
Ende des 20. Jahrhunderts stellte Gruescu seine Mineralogiesammlung vor und schenkte einige Exemplare rumänischen und ausländischen Privatpersonen und öffentlichen Institutionen. Lehrer und Fachmänner, Studenten und prominente Persönlichkeiten, Touristen und Besucher aus aller Welt bewunderten schon die mehr als 2000 Exemplare zählende Sammlung. Sein prominentester Besucher war die niederländische Königin Beatrix.

### Bildergalerie
Seltene Minerale aus dem Bergbaugebiet Ocna de Fier, ausgestellt im Museum der ästhetischen Mineralogie des Eisens:

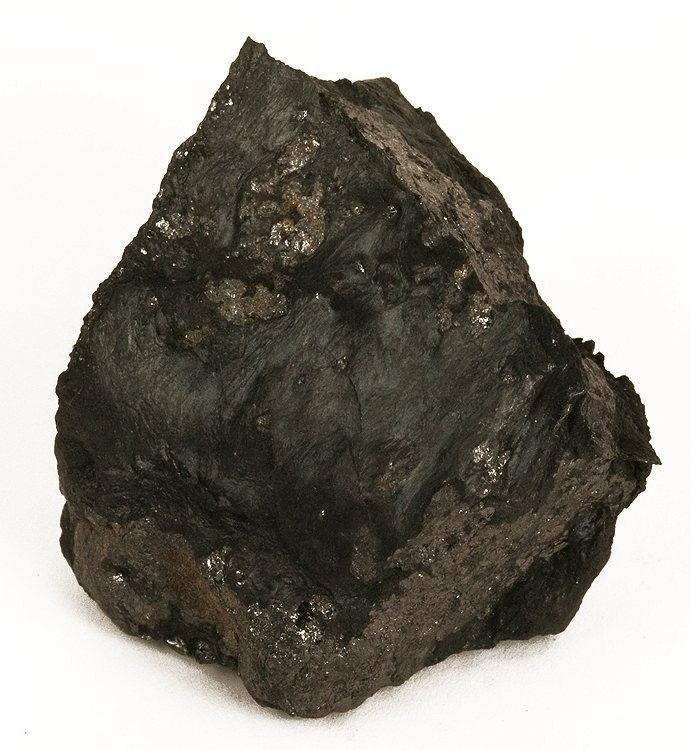
Ludwigit
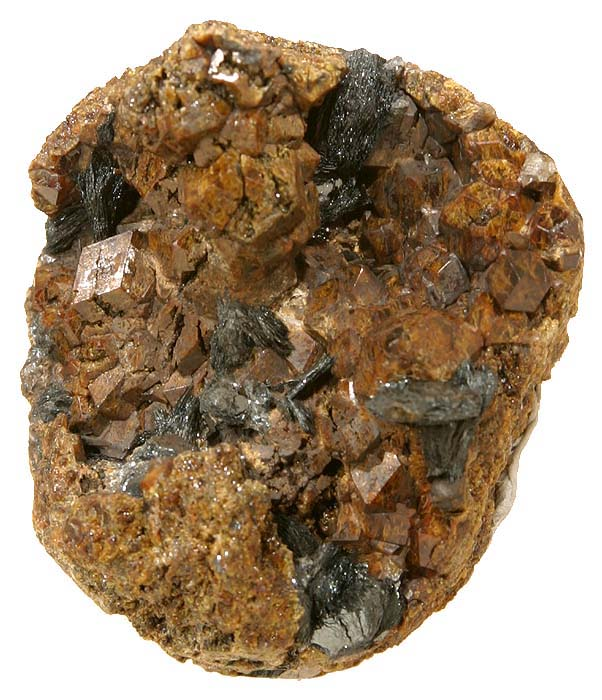
Hämatit-Andradit
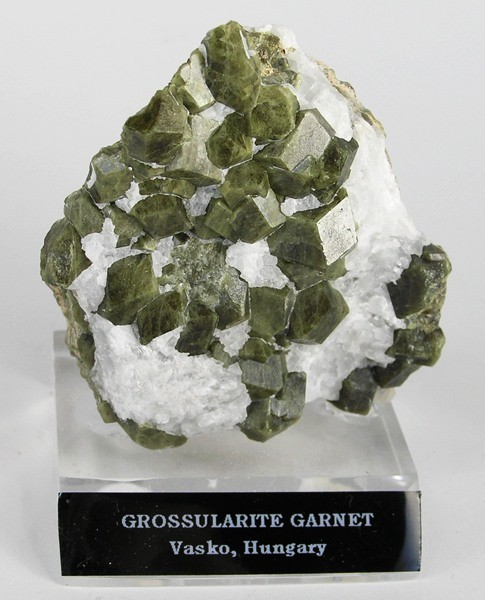
Grossular
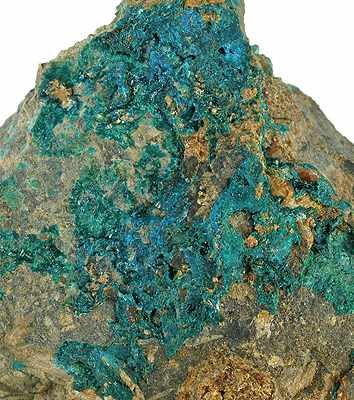
Veszelyit
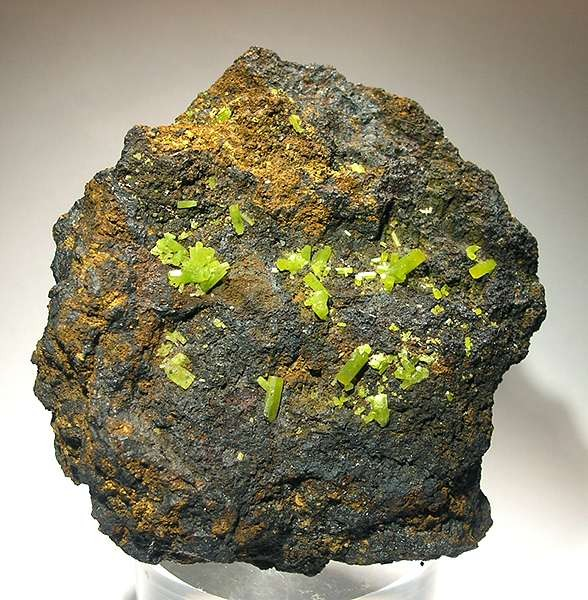
Pyromorphit

## Tourismus
Aufgrund der schönen Landschaft hat sich Eisenstein nach und nach zu einem Touristenmagnet entwickelt. Immer mehr Ortsfremde kauften sich hier Häuser und wandelten diese in Ferienhäuser um. Die Karstlandschaft mit zahlreichen Senken, Schluchten Höhlen ist vor allem für Sportkletterer attraktiv. Circa  17 Höhlen sowie die größte senkrechte Steinwand des Banats (116 Meter) sind hier anzutreffen. Alte Abraumhalden und Tagebauten bieten den Hobbymineralogen zahlreiche Funde. Für Bergbauarchäologen bietet sich das Areal „Goldhügel“ mit seinem noch nicht erforschten römischen Galeriesystem an. Höhepunkt jeder Erkundungstour ist der Besuch des Museums der ästhetischen Mineralogie des Eisens.

## Demografie
Die größte Bevölkerungszahl hatte Ocna de Fier in den 1960er Jahren aufzuweisen. Seither sinkt die Einwohnerzahl stetig. Das Dorf verwandelt sich nach und nach in einen Ferien- und Freizeitort.
| 1880 | 1012 | 919  | 10 | 78  | 5  |
| 1910 | 1332 | 1174 | 33 | 120 | 5  |
| 1966 | 1853 | 1716 | 44 | 38  | 55 |
| 1977 | 1422 | 1328 | 29 | 33  | 32 |
| 1992 | 907  | 855  | 7  | 21  | 24 |
| 2002 | 792  | 769  | 5  | 10  | 8  |
| 2011 | 656  | 627  | 4  | 10  | 15 |
| 2021 | 569  | 520  | 2  | 2   | 45 |

## Persönlichkeiten
Persönlichkeiten, die sich durch ihr Werk und Wirken in und um Ocna de Fier verdient gemacht haben:
- Georg Pokrean, Bergbeamter der StEG und Mitglied der Ungarischen Geologischen Gesellschaft (1886)[13]
- Alexander Kissling, Sachbuchautor über den Eisensteiner Bergbau (1967)[13]
- Constantin Gruescu (geb. 1924), Bergbautechniker und Mineraliensammler, Mitglied der Rumänischen Gesellschaft für Geografische Wissenschaften[14]

## Städtepartnerschaften
- Seit 1997 existiert eine Partnerschaft mit der elsässischen Gemeinde Osenbach.[15]